# Baccharis
 Baccharis  L., 1753 è un genere di piante angiosperme dicotiledoni della famiglia delle Asteraceae, sottofamiglia Asteroideae, tribù Astereae (Baccharis lineage) e sottotribù Baccharidinae.

## Etimologia
L'etimologia del nome di questo genere allude al dio greco/romano Bacco (o Baccharis) Questa etimologia comunque è incerta in quanto Linneo non ha spiegato la derivazione di questo nome che è stato pubblicato nel suo Species Plantarum nel 1753.
Il nome scientifico del genere è stato definito dal botanico Carl Linnaeus (1707-1778) nella pubblicazione " Species Plantarum" ( Sp. Pl. [Linnaeus] 2: 860) del 1753.

## Descrizione

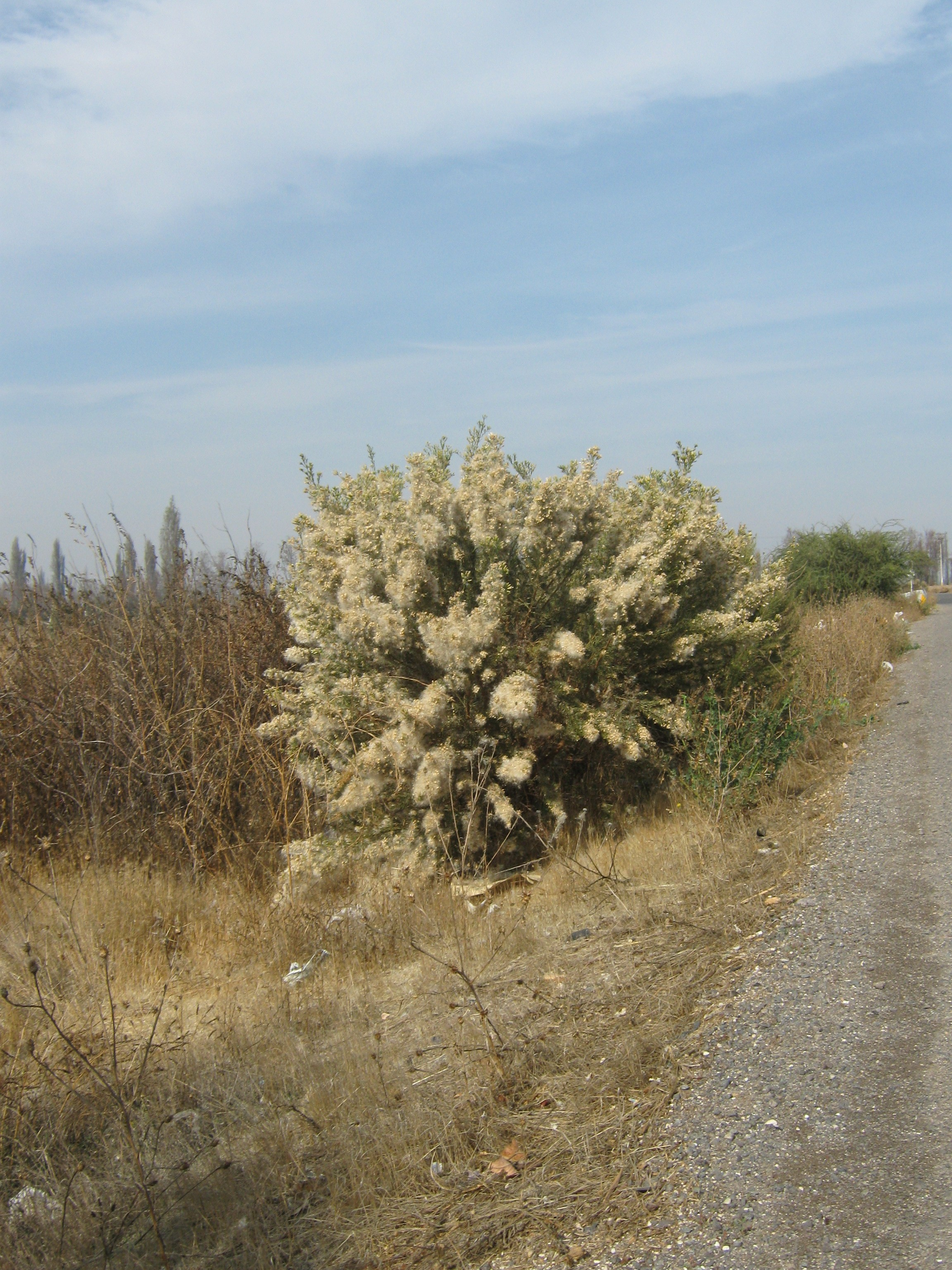
Il portamento
Baccharis linearis

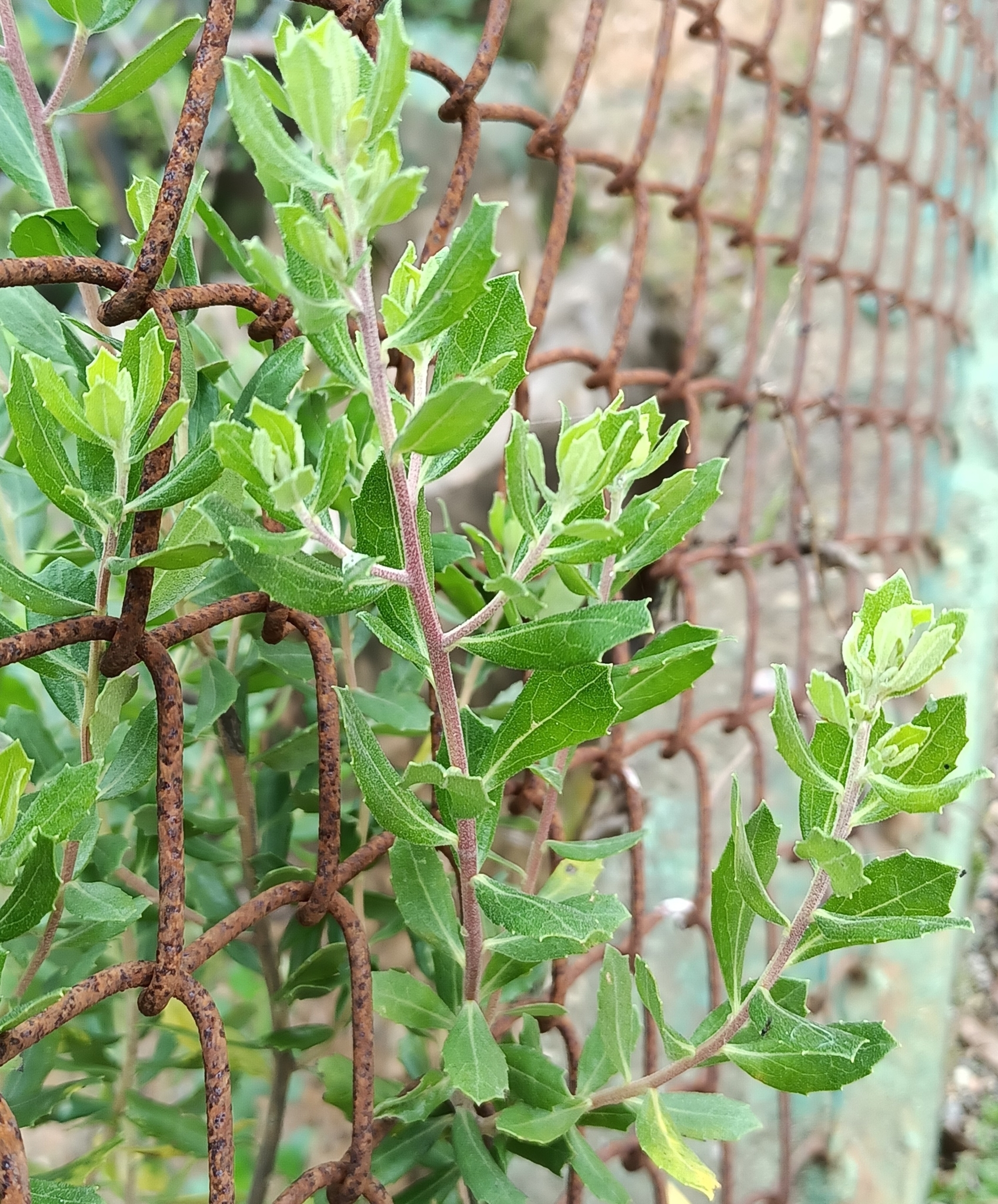
Le foglie
Baccharis_dracunculifolia

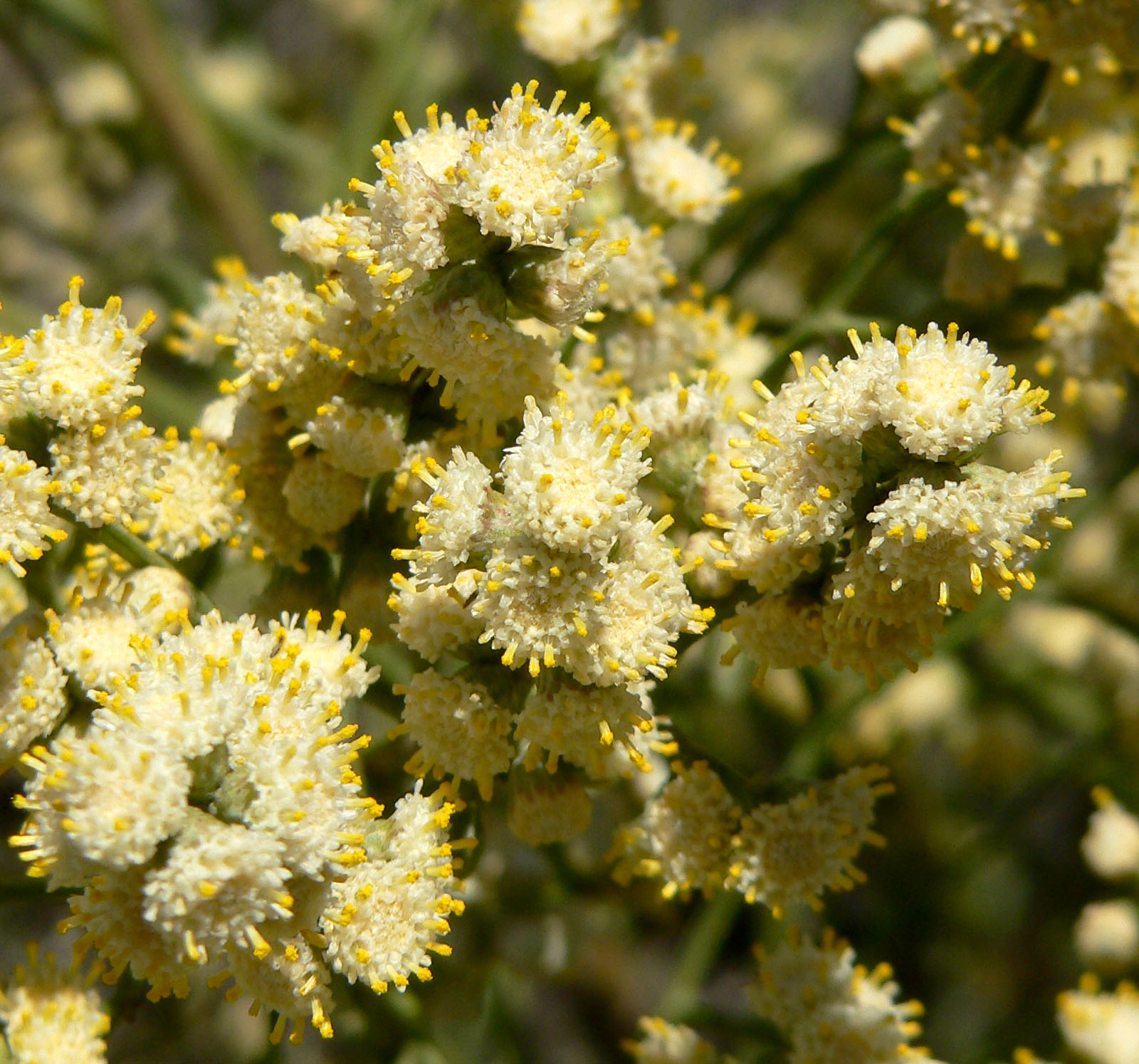
Infiorescenza
Baccharis articulata

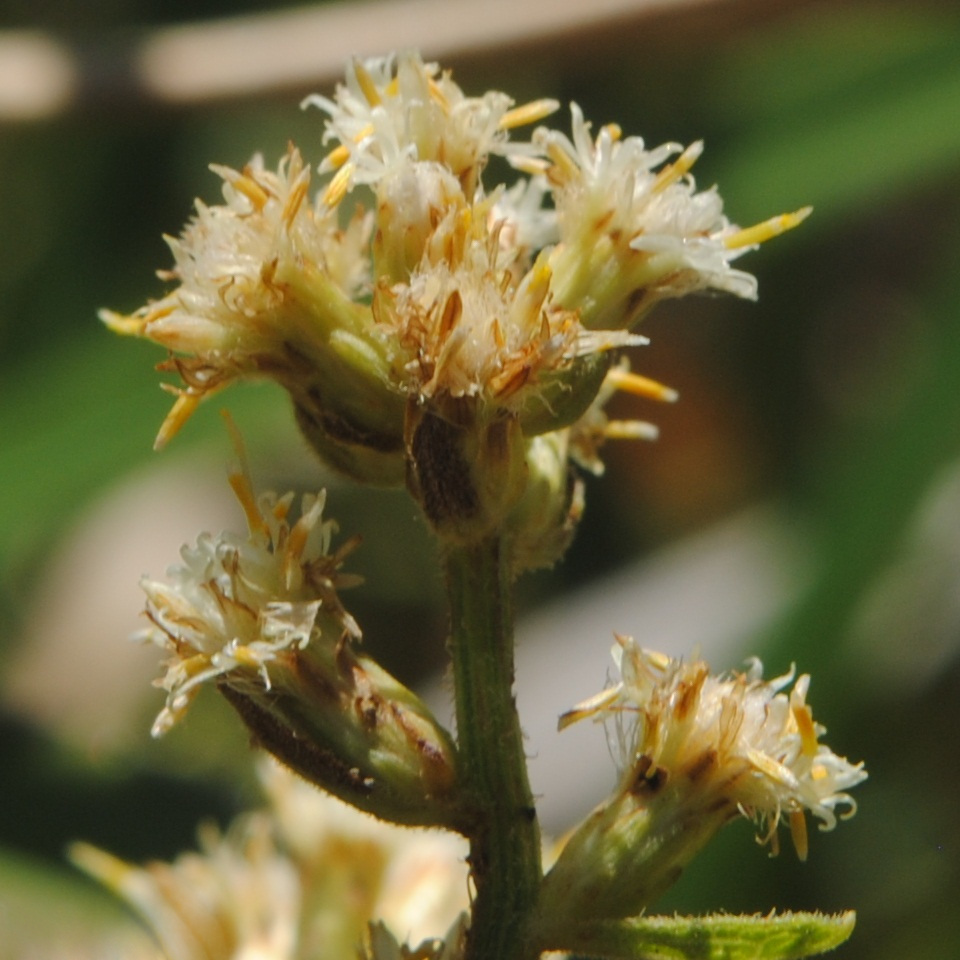
I fiori
Baccharis palustris

Portamento. Le specie di questo genere hanno un habitus di tipo erbaceo perenne oppure arbustivo o arboreo (piccoli alberi). Sono presenti specie dioiche o, più raramente, specie monoiche.
Fusto. La parte aerea è eretta, semplice o ramosa raramente prostrata. Legnosa nelle specie arbustive e arboree (rizomatose in quelle erbacee). A volte i rami sono alati o resinosi. Altezza massima: 6 metri.
Foglie. Le foglie sono disposte in modo alternato (raramente sono opposte), picciolate o sessili. La lamina è intera con forme variabili da lineari a ovate o obovate oppure pennatosette. La superficie, percorsa da 1 – 3 nervi, è glabra oppure punteggiata da ghiandole, o glutinosa o (raramente) tomentosa. In alcune specie le foglie sono simili a scaglie o quasi assenti alla fioritura.
Infiorescenza. Le sinflorescenze sono composte da diversi capolini raccolti in formazioni corimbose o tirsoidi. Sono presenti sinflorescenze a un solo capolino. Le infiorescenze vere e proprie sono composte da un capolino unisessuale terminale peduncolato normalmente di tipo discoide. I capolini sono formati da un involucro, con forme da cilindriche a emisferiche, composto da diverse brattee (da 20 a 40), al cui interno un ricettacolo fa da base ai fiori di due tipi: fiori del raggio (qui assenti) e fiori del disco. Le brattee con forme da ovate a lanceolate, con margini scariosi e a consistenza erbacea sono disposte in modo più o meno embricato e scalato su 3 - 8 serie. Il ricettacolo in genere è nudo ossia senza pagliette a protezione della base dei fiori; la forma è piano-convessa. Diametro degli involucri: 3 - 9 mm.
Fiori.  I fiori sono tetra-ciclici (formati cioè da 4 verticilli: calice – corolla – androceo – gineceo) e pentameri (calice e corolla formati da 5 elementi). Si distinguono in:
- fiori del raggio (esterni): sono assenti;
- fiori del disco (centrali): hanno delle forme attinomorfe; sono femminili (da 20 a 150, fertili) e maschili (da 10 a 50, staminati con uno stilo rudimentale) su fiori separati.

- Formula fiorale:

*/x K {\displaystyle \infty }, [C (5), A (5)], G 2 (infero), achenio
- Calice: i sepali del calice sono ridotti ad una coroncina di squame.

- Corolla: 
  - fiori femminili: sono tubulari-filiformi e terminano in una breve stretta ligula a 5 lobi o denti;
  - fiori maschili: sono tubulari e terminanti con 5 lobi patenti o riflessi con forme da deltate a lanceolate; il colore varia da biancastro (o giallo pallido) a porpora;

- Androceo: l'androceo è formato da 5 stami sorretti da filamenti generalmente liberi; gli stami sono connati e formano un manicotto circondante lo stilo; le teche (produttrici del polline) alla base sono troncate e sono lievemente auricolate (molto raramente sono speronate o hanno una coda); le appendici apicali delle antere hanno delle forme piatte e lanceolate; il tessuto endoteciale (rivestimento interno dell'antera) è quasi sempre polarizzato (con due superfici distinte: una verso l'esterno e una verso l'interno). Il polline è sferico con un diametro medio di circa 25 micron;  è tricolporato (con tre aperture sia di tipo a fessura che tipo isodiametrica o poro) ed è echinato (con punte sporgenti).[12][14]

- Gineceo: l'ovario è infero uniloculare formato da 2 carpelli.[8] Lo stilo (il recettore del polline) è profondamente bifido (con due stigmi divergenti) e con le linee stigmatiche marginali separate.[15] I due bracci dello stilo hanno una forma lanceolata a deltoide e possono essere papillosi o ricoperti da ciuffi di peli.

Frutti. I frutti sono degli acheni con pappo (il pappo è dimorfico):
- achenio: è piccolo e di colore marrone chiaro; la forma è affusolata compressa con 5 - 10 coste (o nervi) longitudinali; la superficie è pelosa
- pappo: caduco e peloso, è composto da 20 a 50 setole disposte su 1 - 3 serie; il pappo dei fiori femminili è allungato, quello dei fiori maschili è più ampio.

## Biologia
Impollinazione: l'impollinazione avviene tramite insetti (impollinazione entomogama tramite farfalle diurne e notturne).

Riproduzione: la fecondazione avviene fondamentalmente tramite l'impollinazione dei fiori (vedi sopra).

Dispersione: i semi (gli acheni) cadendo a terra sono successivamente dispersi soprattutto da insetti tipo formiche (disseminazione mirmecoria). In questo tipo di piante avviene anche un altro tipo di dispersione: zoocoria. Infatti gli uncini delle brattee dell'involucro (se presenti) si agganciano ai peli degli animali di passaggio disperdendo così anche su lunghe distanze i semi della pianta. Inoltre per merito del pappo il vento può trasportare i semi anche a distanza di alcuni chilometri (disseminazione anemocora).

## Distribuzione e habitat
Le specie di questo genere sono distribuite in Sud America, America Centrale e Stati Uniti d'America. L'habitat tipico delle specie di Baccharis sono i siti umidi come le rive dei corsi d'acqua, o lavaggi, i fossati e le paludi.

## Sistematica
La famiglia di appartenenza di questa voce (Asteraceae o Compositae, nomen conservandum) probabilmente originaria del Sud America, è la più numerosa del mondo vegetale, comprende oltre 23.000 specie distribuite su 1.535 generi, oppure 22.750 specie e 1.530 generi secondo altre fonti (una delle checklist più aggiornata elenca fino a 1.679 generi). La famiglia attualmente (2021) è divisa in 16 sottofamiglie; la sottofamiglia Asteroideae è una di queste e rappresenta l'evoluzione più recente di tutta la famiglia.

### Filogenesi
La tribù Astereae (una delle 21 tribù della sottofamiglia Asteroideae) comprende circa 40 sottotribù. In base alle ultime ricerche nella tribù sono stati individuati (provvisoriamente) 5 principali lignaggi:
- Basal grade: include alcuni generi isolati, il gruppo "South American-Oceania",  alcune sottotribù africane e il gruppo dei generi legnosi del Madagascar.
- Bellis lineage: comprende le sottotribù eurasiatiche e una sottotribù africana.
- Aster lineage: include i generi asiatici di Asterinae e i principali gruppi dell'Australia e dell'Oceania.
- Baccharis lineage: include alcuni gruppi sudamericani.
- North American lineage: include la vasta gamma di sottotribù del Nordamerica, Messico e alcuni gruppi distribuiti nel Sudamerica.

Il genere  Baccharis (insieme alla sottotribù Baccharidinae) è incluso nel lignaggio "Baccharis lineage" relativo agli areali del Sud America. La sottotribù Baccharidinae è divisa in 9 gruppi. Il genere di questa voce è incluso nel " Baccharis lineage".
Il genere, in base a un recente studio, è suddiviso in 7 subgeneri e 47 sezioni:
| Subgenere                                                      | Descrizione | Sezioni |
| -------------------------------------------------------------- | --- | --- |
| Tarchonanthoides Heering                                       | L'indumento si compone di tricomi filiformi; l'apice del pistillo dei fiori maschili è diviso; la corolla dei fiori femminili è 5-denticolata, mentre i relativi acheni sono ricoperti da tricomi gemelli                                                                                     | Tarchonanthoides - Canescentes |
| Oblongifoliae (DC.) G.Heiden                                   | Le brattee dei capolini femminili sono bianche; le corolle dei fiori femminili terminano con 5 denti; il pappo a maturità non è accrescente. | Oblongifoliae |
| Heterothalamus (Less.) G.Heiden                                | Le foglie sono punteggiate di ghiandole; le sinflorescenze sono dei racemi; i lobi delle corolle dei fiori maschili sono corti; le ligule dei fiori femminili sono irregolarmente dentate ed hanno gli acheni con 3 - 7 coste.                                                                | Bradeanae - Psila - Heterothalamus |
| Molina (Pers.) Heering                                         | L'apice dello stilo dei fiori maschili è diviso; le corolle dei fiori femminili sono troncate; gli acheni sono generalmente ricoperti da tricomi ghiandolari gemelli. | Palenia - Subliguliflorae - Thymifoliae - Trinervatae - Australes - Bogotenses - Paniculatae - Arenariae - Polifoliae - Pseudobaccharis - Angustifoliae - Serrulatae - Corymbosae - Albidae - Aristidentes - Gladiatae - Pinnatae - Punctatae - Rodriguezianae - Tenellae - Tubulatae |
| Heterothalamulopsis (Deble, A.S.Oliveira & Marchiori) G.Heiden | Le sinflorescenze sono formate da glomeruli di capolini; l'apice dello stilo dei fiori maschili termina con corti rami ovati. | Heterothalamulopsis |
| Coridifoliae (DC.) G.Heiden                                    | Le foglie hanno delle forme lineari; i capolini sono raccolti in panicoli o racemi; l'apice dello stilo dei fiori maschili termina con corti rami ovati; le corolle dei fiori femminili sono larghe e terminano con 5 denti papillosi, gli acheni relativi sono ricoperti da tricomi gemelli. | Pluricephalae - Coridifoliae |
| Baccharis                                                      | Lo stilo dei fiori maschili è peloso; le corolle dei fiori femminili sono prive di tricomi subapicali, gli acheni relativi sono glabri e con 5 coste, mentre il pappo è deciduo. | Caulopterae - Aphyllae - Agglomeratae - Axillares - Cuneifoliae - Illinitae - Racemosae - Tridentatae - Caespitosae - Baccharis - Andina - Nitidae - Cylindricae - Discolores - Frenguellianae - Pedicellatae                                                                         |

Il cladogramma, semplificato e ricavato dallo studio citato, mostra la configurazione filogenetica del genere:
|  | Subg. Heterothalamulopsis                                              |
|  |                                                                        |
|  | \| \| Subg. Coridifoliae \| \| \| \| \| \| Subg. Baccharis \| \| \| \| |
|  |                                                                        |
|  | Subg. Coridifoliae                                                     |
|  |                                                                        |
|  | Subg. Baccharis                                                        |
|  |                                                                        |

|  | Subg. Coridifoliae |
|  |                    |
|  | Subg. Baccharis    |
|  |                    |

|  | Subg. Heterothalamulopsis                                              |
|  |                                                                        |
|  | \| \| Subg. Coridifoliae \| \| \| \| \| \| Subg. Baccharis \| \| \| \| |
|  |                                                                        |
|  | Subg. Coridifoliae                                                     |
|  |                                                                        |
|  | Subg. Baccharis                                                        |
|  |                                                                        |

|  | Subg. Coridifoliae |
|  |                    |
|  | Subg. Baccharis    |
|  |                    |

|  | Subg. Heterothalamulopsis                                              |
|  |                                                                        |
|  | \| \| Subg. Coridifoliae \| \| \| \| \| \| Subg. Baccharis \| \| \| \| |
|  |                                                                        |
|  | Subg. Coridifoliae                                                     |
|  |                                                                        |
|  | Subg. Baccharis                                                        |
|  |                                                                        |

|  | Subg. Coridifoliae |
|  |                    |
|  | Subg. Baccharis    |
|  |                    |

|  | Subg. Heterothalamulopsis                                              |
|  |                                                                        |
|  | \| \| Subg. Coridifoliae \| \| \| \| \| \| Subg. Baccharis \| \| \| \| |
|  |                                                                        |
|  | Subg. Coridifoliae                                                     |
|  |                                                                        |
|  | Subg. Baccharis                                                        |
|  |                                                                        |

|  | Subg. Coridifoliae |
|  |                    |
|  | Subg. Baccharis    |
|  |                    |

|  | Subg. Heterothalamulopsis                                              |
|  |                                                                        |
|  | \| \| Subg. Coridifoliae \| \| \| \| \| \| Subg. Baccharis \| \| \| \| |
|  |                                                                        |
|  | Subg. Coridifoliae                                                     |
|  |                                                                        |
|  | Subg. Baccharis                                                        |
|  |                                                                        |

|  | Subg. Coridifoliae |
|  |                    |
|  | Subg. Baccharis    |
|  |                    |

|  | Subg. Heterothalamulopsis                                              |
|  |                                                                        |
|  | \| \| Subg. Coridifoliae \| \| \| \| \| \| Subg. Baccharis \| \| \| \| |
|  |                                                                        |
|  | Subg. Coridifoliae                                                     |
|  |                                                                        |
|  | Subg. Baccharis                                                        |
|  |                                                                        |

|  | Subg. Coridifoliae |
|  |                    |
|  | Subg. Baccharis    |
|  |                    |

|  | Subg. Heterothalamulopsis                                              |
|  |                                                                        |
|  | \| \| Subg. Coridifoliae \| \| \| \| \| \| Subg. Baccharis \| \| \| \| |
|  |                                                                        |
|  | Subg. Coridifoliae                                                     |
|  |                                                                        |
|  | Subg. Baccharis                                                        |
|  |                                                                        |

|  | Subg. Coridifoliae |
|  |                    |
|  | Subg. Baccharis    |
|  |                    |

|  | Subg. Heterothalamulopsis                                              |
|  |                                                                        |
|  | \| \| Subg. Coridifoliae \| \| \| \| \| \| Subg. Baccharis \| \| \| \| |
|  |                                                                        |
|  | Subg. Coridifoliae                                                     |
|  |                                                                        |
|  | Subg. Baccharis                                                        |
|  |                                                                        |

|  | Subg. Coridifoliae |
|  |                    |
|  | Subg. Baccharis    |
|  |                    |

|  | Subg. Heterothalamulopsis                                              |
|  |                                                                        |
|  | \| \| Subg. Coridifoliae \| \| \| \| \| \| Subg. Baccharis \| \| \| \| |
|  |                                                                        |
|  | Subg. Coridifoliae                                                     |
|  |                                                                        |
|  | Subg. Baccharis                                                        |
|  |                                                                        |

|  | Subg. Coridifoliae |
|  |                    |
|  | Subg. Baccharis    |
|  |                    |

|  | Subg. Heterothalamulopsis                                              |
|  |                                                                        |
|  | \| \| Subg. Coridifoliae \| \| \| \| \| \| Subg. Baccharis \| \| \| \| |
|  |                                                                        |
|  | Subg. Coridifoliae                                                     |
|  |                                                                        |
|  | Subg. Baccharis                                                        |
|  |                                                                        |

|  | Subg. Coridifoliae |
|  |                    |
|  | Subg. Baccharis    |
|  |                    |

|  | Subg. Heterothalamulopsis                                              |
|  |                                                                        |
|  | \| \| Subg. Coridifoliae \| \| \| \| \| \| Subg. Baccharis \| \| \| \| |
|  |                                                                        |
|  | Subg. Coridifoliae                                                     |
|  |                                                                        |
|  | Subg. Baccharis                                                        |
|  |                                                                        |

|  | Subg. Coridifoliae |
|  |                    |
|  | Subg. Baccharis    |
|  |                    |

|  | Subg. Heterothalamulopsis                                              |
|  |                                                                        |
|  | \| \| Subg. Coridifoliae \| \| \| \| \| \| Subg. Baccharis \| \| \| \| |
|  |                                                                        |
|  | Subg. Coridifoliae                                                     |
|  |                                                                        |
|  | Subg. Baccharis                                                        |
|  |                                                                        |

|  | Subg. Coridifoliae |
|  |                    |
|  | Subg. Baccharis    |
|  |                    |

|  | Subg. Heterothalamulopsis                                              |
|  |                                                                        |
|  | \| \| Subg. Coridifoliae \| \| \| \| \| \| Subg. Baccharis \| \| \| \| |
|  |                                                                        |
|  | Subg. Coridifoliae                                                     |
|  |                                                                        |
|  | Subg. Baccharis                                                        |
|  |                                                                        |

|  | Subg. Coridifoliae |
|  |                    |
|  | Subg. Baccharis    |
|  |                    |

|  | Subg. Heterothalamulopsis                                              |
|  |                                                                        |
|  | \| \| Subg. Coridifoliae \| \| \| \| \| \| Subg. Baccharis \| \| \| \| |
|  |                                                                        |
|  | Subg. Coridifoliae                                                     |
|  |                                                                        |
|  | Subg. Baccharis                                                        |
|  |                                                                        |

|  | Subg. Coridifoliae |
|  |                    |
|  | Subg. Baccharis    |
|  |                    |

|  | Subg. Heterothalamulopsis                                              |
|  |                                                                        |
|  | \| \| Subg. Coridifoliae \| \| \| \| \| \| Subg. Baccharis \| \| \| \| |
|  |                                                                        |
|  | Subg. Coridifoliae                                                     |
|  |                                                                        |
|  | Subg. Baccharis                                                        |
|  |                                                                        |

|  | Subg. Coridifoliae |
|  |                    |
|  | Subg. Baccharis    |
|  |                    |

|  | Subg. Heterothalamulopsis                                              |
|  |                                                                        |
|  | \| \| Subg. Coridifoliae \| \| \| \| \| \| Subg. Baccharis \| \| \| \| |
|  |                                                                        |
|  | Subg. Coridifoliae                                                     |
|  |                                                                        |
|  | Subg. Baccharis                                                        |
|  |                                                                        |

|  | Subg. Coridifoliae |
|  |                    |
|  | Subg. Baccharis    |
|  |                    |

I caratteri distintivi del genere sono:
- portamento anche arboreo di alcune specie;
- le piante sono completamente dioiche o raramente monoiche;
- i fiori femminili e maschili si trovano in capolini completamente separati.

Il numero cromosomico delle specie di questo genere è: 2n = 18.
Questo genere ha 431 specie.

### Sinonimi
Sono elencati alcuni sinonimi per questa entità:
- Achyrobaccharis Sch.Bip.
- Arrhenachne  Cass.
- Baccharidastrum  Cabrera
- Baccharidiopsis  G.M.Barroso
- Heterothalamulopsis  Deble, A.S.Oliveira & Marchiori
- Heterothalamus  Less.
- Icma  Phil.
- Lanugothamnus  Deble
- Molina  Ruiz & Pav.
- Neomolina  F.H.Hellw.
- Palenia  Phil.
- Pingraea  Cass.
- Polypappus  Less.
- Pterocladis  Lamb. ex G.Don
- Sergilus  Gaertn.
- Stephananthus  Lehm.
- Tursenia  Cass.